# Gisela Birkemeyer
Gisela Birkemeyer   (Rosenbach/Vogtl., 22 de desembre de 1931 - Berlín, 26 de març de 2024), nascuda Köhler, és una atleta alemanya, especialista en curses de tanques i de velocitat, que va competir sota bandera de la República Democràtica Alemanya durant les dècades de 1950 i 1960.
El 1956 va prendre part en els Jocs Olímpics d'Estiu de Melbourne, on disputà quatre proves del programa d'atletisme. Guanyà la medalla de plata en els 80 metres tanques i fou sisena en els 200 metres i 4x100 metres, mentre en els 100 metres quedà eliminada en semifinals. Quatre anys més tard, als Jocs de Roma, disputà tres proves del programa d'atletisme. Guanyà la medalla de bronze en els 80 metres tanques, mentre en les altres dues proves quedà eliminada en sèries.
En el seu palmarès també destaca una medalla de bronze en els 80 metres tanques al Campionat d'Europa d'atletisme de 1958. A nivell nacional guanyà nou campionats de la RDA dels 80 metres tanques (1953 a 1961), sis dels 100 metres (1955 a 1960) i cinc dels 200 metres (1955 a 1957, 1959 i 1960).
El 1959 fou escollida esportista alemanya de l'any. Un cop retirada passà a exercir tasques d'entrenadora.

## Millors marques
- 100 metres. 11.5" (1956)
- 200 metres. 23.7" (1960)
- 80 metres tanques. 10.5" (1960)
- Pentatló. 4.415 punts (1955)[1][8]